# Kyah Simon

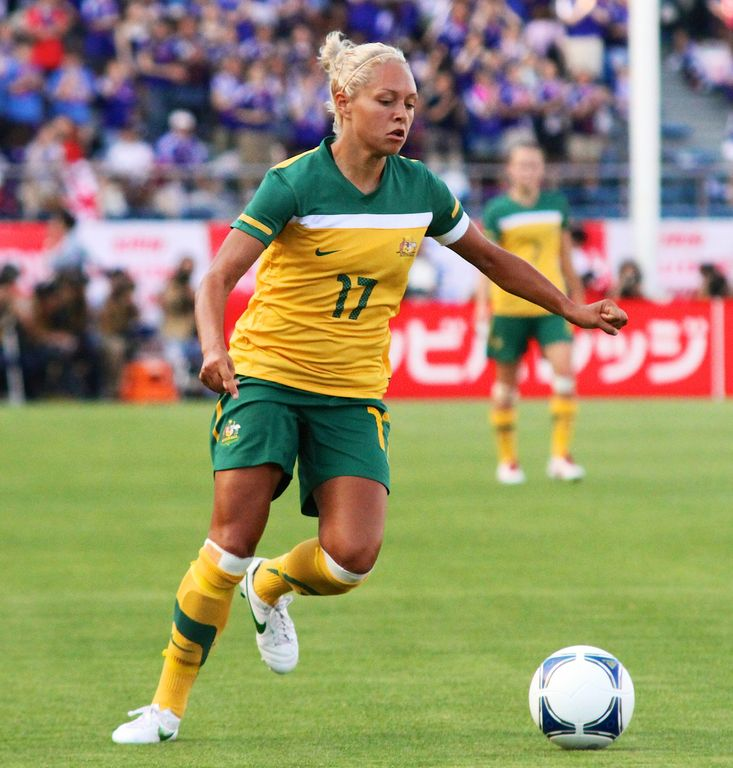
Kyah Simon jugando para la selección de Australia en 2012.

Kyah Pam Simon (Blacktown, 25 de junio de 1991) es una futbolista australiana. Juega como delantera en el Central Coast Mariners de la A-League Women de Australia.
En Australia ha jugado en el Northern NSW Pride, las Central Coast Mariners (2008-09), el Sydney FC (2009-13, 2014-2017) y las Western Sydney Wanderers (2013-14). También ha jugado en Estados Unidos con las Boston Breakers (2012-13, 2015-2016).
En 2007 debutó con la selección australiana, con la que fue campeona de Asia en 2010 (marcando el penalti decisivo en la final contra Corea del Norte). También ha jugado los Mundiales de 2011 y 2015. En Alemania 2011 marcó dos goles en el Australia 2-1 Noruega que clasificó a Australia para cuartos. En Canadá 2015 marcó 3 goles, entre ellos el del Australia 1-0 Brasil de octavos.

## Clubes
| Club                     | País           | Año             |
| ------------------------ | -------------- | --------------- |
| Central Coast Mariners   | Australia      | 2008 - 2009     |
| Sydney FC                | Australia      | 2009 - 2013     |
| Boston Breakers          | Estados Unidos | 2012 - 2013     |
| Western Sydney Wanderers | Australia      | 2013 - 2014     |
| Sydney FC                | Australia      | 2014 - 2017     |
| Boston Breakers          | Estados Unidos | 2015 - 2016     |
| Melbourne City           | Australia      | 2017 - 2020     |
| Houston Dash             | Estados Unidos | 2018 - 2019     |
| PSV-FCE Eindhoven        | Países Bajos   | 2020 - 2021     |
| Tottenham Hotspur        | Inglaterra     | 2021 - 2023     |
| Central Coast Mariners   | Australia      | 2023 - presente |

## Palmarés

### Títulos nacionales
| Título   | Club           | País      | Año     |
| -------- | -------------- | --------- | ------- |
| W-League | Sydney FC      | Australia | 2009    |
| W-League | Sydney FC      | Australia | 2012-13 |
| W-League | Melbourne City | Australia | 2017-18 |

### Títulos internacionales
| Título                       | Equipo    | Sede  | Año  |
| ---------------------------- | --------- | ----- | ---- |
| Copa Asiática de la AFC      | Australia | China | 2010 |
| Torneo Preolímpico de la AFC | Australia | Japón | 2016 |

(*) Incluyendo la Selección

## Distinciones
- Medalla Julie Dolan a la mejor jugadora de la W-League: 2010-11
- Botín de Oro de la W-League: 2010-11
- Jugadora Joven del Año de la W-League: 2010-11